# Station Keighley
Keighley is een spoorwegstation van National Rail in Keighley, Bradford in Engeland. Het station is eigendom van Network Rail en wordt beheerd door Northern Rail. 
De perrons 1 en 2 worden gebruikt door National Rail en worden aangedaan door elektrische treinen; de perrons 3 en 4 worden gebruikt door de Keighley & Worth Valley Railway; de sporen langs deze perrons zijn niet voorzien van bovenleiding.

## Afbeeldingen

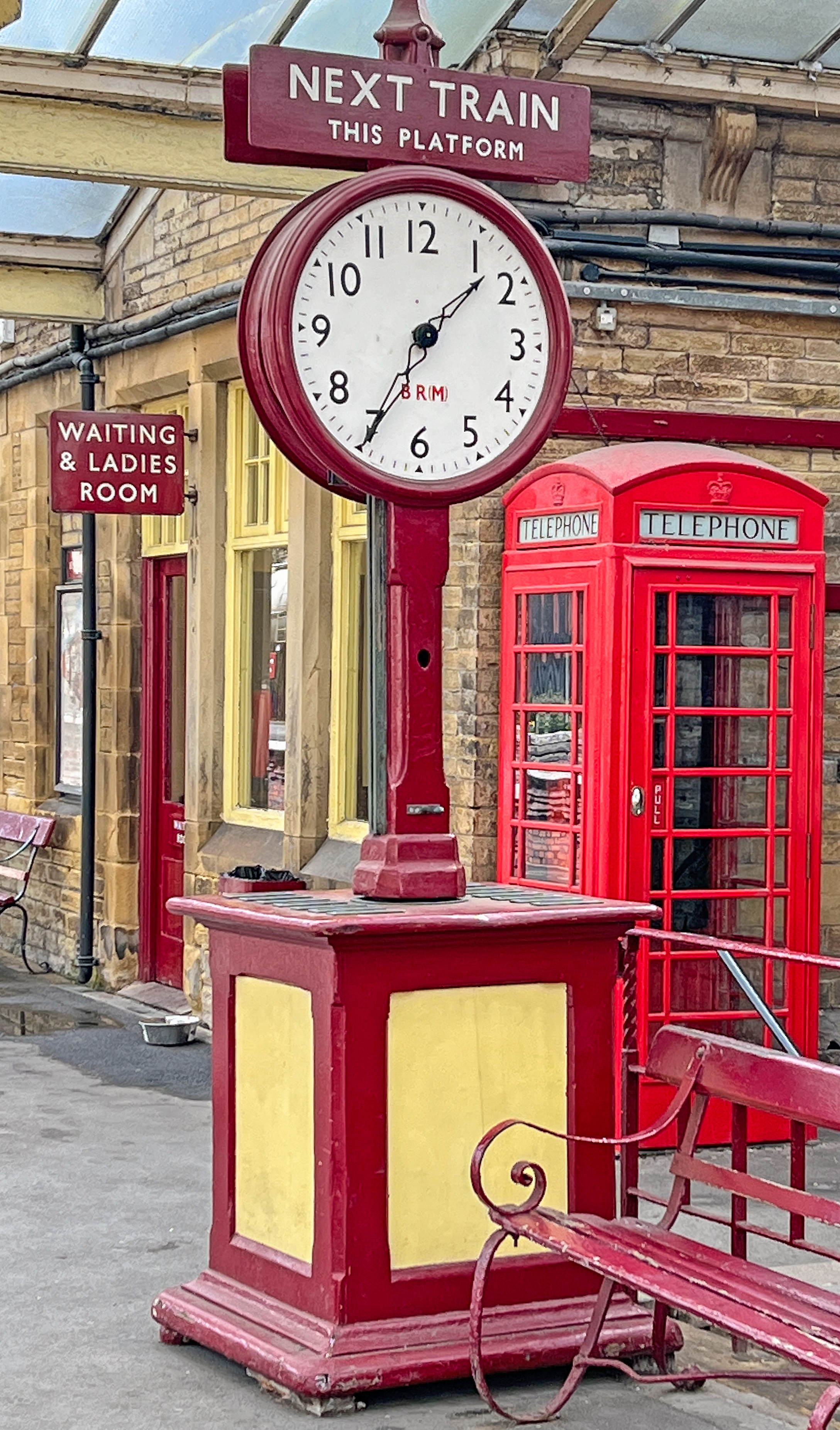
Perron
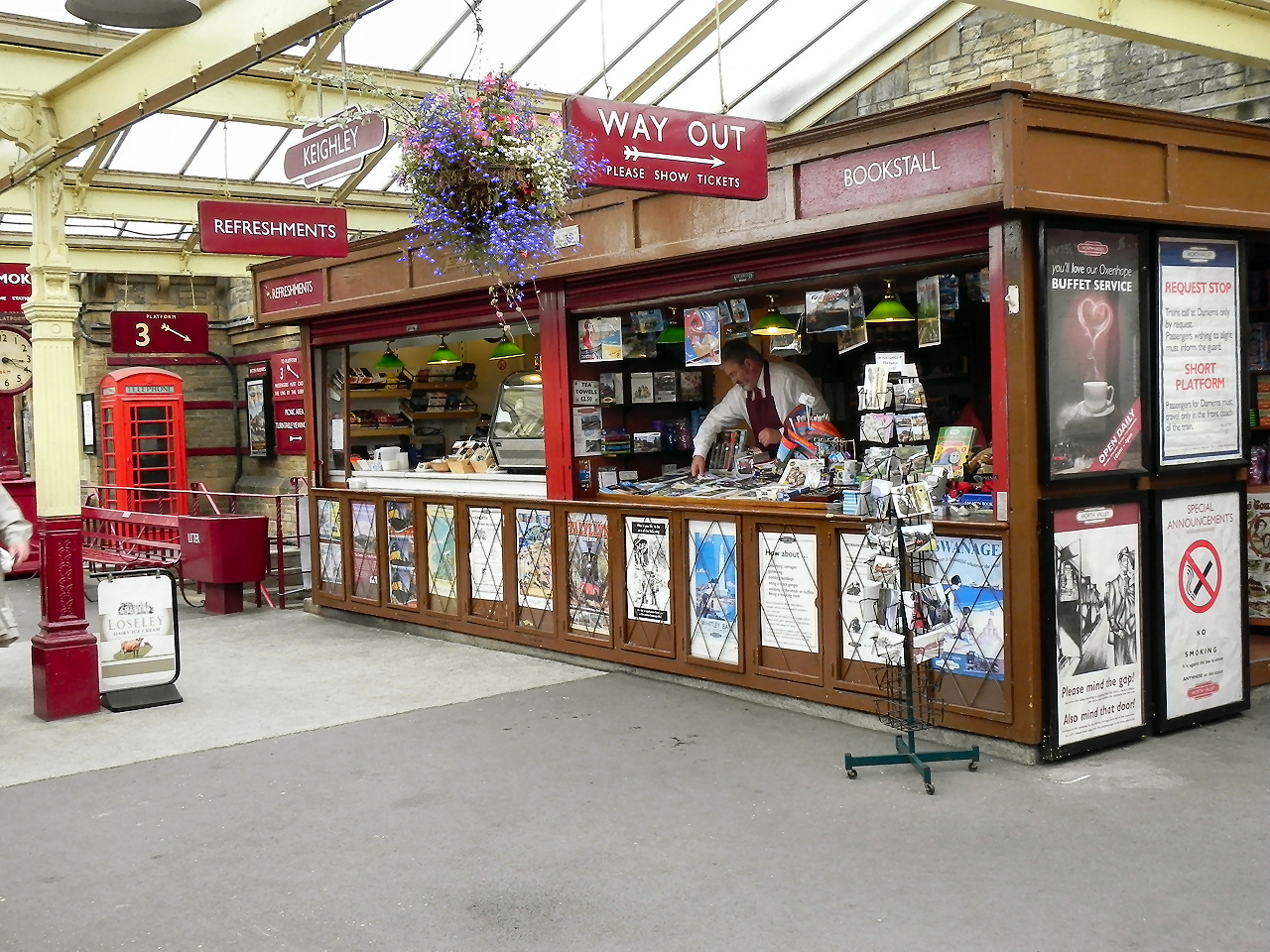
Kiosk en restauratie